# Hrvatsko književno društvo svetog Jeronima
Hrvatsko književno društvo sv. Jeronima, katoličko književno društvo, utemeljeno u Zagrebu 1868. Pravila mu je odobrio i potvrdio kardinal Juraj Haulik. Izdavalo je popularna djela iz književnosti, kulture i povijesti te nabožna djela (molitvenici, kalendar Danica). U komunističkom poraću preimenovano je u Društvo sv. Ćirila i Metoda (1946. – 96.). Glavni su mu suradnici bili Velimir Deželić ml. i Petar Grgec, a glavni ravnatelji u 20. stoljeću Josip Andrić, Luka Perinić i Radovan Grgec. Od 1968. izdaje i književnu reviju Marulić.

## Povijest HKD-a sv. Jeronima

### Početci
Kardinal Juraj Haulik (1788. – 1869.), prvi nadbiskup zagrebački, kojega pamtimo i po izjavi da se rodio kao Slovak, a da će umrijeti kao Hrvat, potkraj života intenzivno se bavio mišlju o osnutku ustanove za prosvjećivanje širokih slojeva hrvatskog naroda kvalitetnim a jeftinim štivom zabavno-poučnoga sadržaja.  Tako je na njegov poticaj utemeljeno Društvo sv. Jeronima (sveca iz naših krajeva), čija je pravila državna vlast potvrdila 27. ožujka 1868., a osnivačka se skupština održala 21. kolovoza iste godine, u zagrebačkom Nadbiskupskom sjemeništu, Kaptol 29. Godine 2014. navršava se dakle 146 godina djelovanja tê treće najstarije hrvatske kulturne ustanove, koja je tek godinu-dvije mlađa od Akademije, a dvadeset i pet od Matice.
Za prvog predsjednika Društva izabran je kanonik Tomo Gajdek, te je otada do danas Jeronimskom društvu redovito predsjednik netko od zagrebačkih kanonika, a pokrovitelj – nadbiskup zagrebački. Prvi urednik pak bio je poznati filolog Franjo Iveković, također kanonik. Članovi (doživotni) podijeljeni su u četiri kategorije, prema visini članarine i pravu na odgovarajući broj primjeraka svakog jeronimskog izdanja, no te će primjerke početi dobivati tek pošto se od članarine i dobročiniteljskih doprinosa stvori kapital s godišnjim kamatama dovoljnima za pokriće svih izdavačkih troškova; dotad – rad u Društvu i za Društvo bit će posve "volonterski".
Prva jeronimska izdanja izašla su godine 1869.: "Koledar i ljetopis za godinu 1870." i pripovijest M. Stojanovića – "Pijanac", kojom se, očito, pokušalo pridonijeti suzbijanju alkoholizma među našim pukom. Od sljedeće godine kalendar nosi ime "Danica" i postupno postaje najpopularniji kalendar-godišnjak u Hrvatskoj, uvijek s mnogo većom nakladom nego ostale jeronimske publikacije. Uz kalendarski dio i kroniku Društva on svake godine donosi također zabavne i poučne pripovijetke, poeziju, gospodarske, zdravstvene, povijesne i moralističke članke. Među poznatim piscima koji u njemu surađuju, poput Ivana viteza Trnskog, Vjenceslava Novaka, Jovana Hranilovića, Bogoslava Šuleka, Ćire Truhelke, Otona Kučere..., nije izostao ni veliki August Šenoa, objavivši u "Danici" prvi put svoju poznatu povjesticu "Šljivari". "Posljednji ilirac" pak, dugovječni Ivan Trnski (1819. – 1910.), svojom je suradnjom simbolički povezao glasovitu Gajevu "Danicu" i istoimeni jeronimski kalendar, a u drugom godištu spjevao mu je i popratnicu, gdje između ostaloga objašnjava izbor njegova imena: "da dan bieli naviesti / da nam rod se osviesti". Spomenuti, kao i mnogi ovdje nespomenuti ugledni pisci objavljuju ne samo priloge u "Danici" nego i knjige u jeronimskoj nakladi, npr. Trnski već 1871. godine zbirku pripovijedaka "Učitelj Dobrašin i druge pripovijesti", ili Bogoslav Šulek 1873., 1875. i 1876. tri sveska "Prirodnog zakonika iliti popularne fizike": "Silarstvo", "Vesarstvo" i "Svjetlarstvo", kako je bio nazvao mehaniku, akustiku i optiku. 
Naklada je postupno rasla, kao i broj članova, doživotnih i godišnjih, a širio se i tematski raspon publikacijâ, od vjersko-poučnih, preko općepoučnih do zabavnih. Među općepoučnima najveća se važnost pridavala gospodarskima (ratarstvo, vinogradarstvo, podrumarstvo, voćarstvo i dr.), a izlazile su, dakako, i povijesne knjige, i prirodoznanstvene, popularno pisane, te beletristika. U prvom desetljeću svaka se jeronimska knjiga, osim "Danice", tiskala u 3000 – 6000 primjeraka, a u petom desetljeću već između 30 i 45 tisuća. U prvim desetljećima 20. st. Društvo sv. Jeronima okuplja oko sebe više Hrvata nego ikoje drugo društvo, i to iz svih hrvatskih krajeva. 
Tako je Jeronimsko društvo s vremenom sve plodnije i uspješnije ispunjavalo svrhu radi koje ga je osnovao kard. Juraj Haulik. Za života prvog predsjednika Gajdeka knjižnica i skladište bili su u njegovoj kuriji, a zatim su preseljeni k župniku Svete Marije Miji Mikiću, no ni to nije moglo biti trajno rješenje, pogotovo otkako je trebalo plaćati zakup skladišta. Za uspješan daljnji rad Društvu je bio potreban vlastiti dom, a nakon dvadesetak godina sve plodnijeg djelovanja moglo si ga je konačno i priuštiti. Godine 1890. izabrano je gradilište, na današnjem Trgu kralja Tomislava u centru Zagreba, pa je sljedeće godine započela gradnja jeronimske kuće prema nacrtu arhitekta Kune Waidmanna. U nepunu godinu nikla je tzv. Jeronimska palača, na današnjem Trgu kralja Tomislava 21 i u Trenkovoj 1, a 1898. nadograđena joj je, prema nacrtu Janka Holjca, kuća na današnjem Tomislavovu trgu 20; 1921. u dvorištu se gradi Jeronimska dvorana, u kojoj su se godinama održavala brojna predavanja, priredbe i skupštine, a poslije drugog svjetskog rata i nacionalizacije onamo se uselilo Zagrebačko kazalište lutaka.

### Andrićeva epoha
Iz dosad rečenoga razabire se da su u Društvu svetog Jeronima u početku glavnu riječ ipak imali svećenici, a ne svjetovnjaci. Situacija se u tom pogledu mijenja 1920-ih, kada urednikom postaje dr. Josip Andrić, a njegovim najbližim suradnicima Petar Grgec i Luka Perinić, te dr. Velimir Deželić st. i ml. Sve su to bili katolički svjetovnjaci, zahvaljujući čijim se uređivačkim, spisateljskim i upraviteljskim sposobnostima Društvo u dvadesetim, tridesetim, pa i još početkom četrdesetih godina 20. st. bilo uzdiglo na razinu koju nikad prije ni poslije nije dosegnulo. 
Josip Andrić nedvojbeno je središnja ličnost gotovo jednoipostoljetne povijesti Jeronimskoga društva. Vodeći računa o raslojenosti čitateljstva, on dovršava profiliranje "Danice" kao knjige namijenjene puku, pokreće časopis "Mala mladost" za djecu (uređuju Andrić i Perinić), i stvara jeronimsku "Obitelj" (izlazila od 1929. do 1944.), jedan od najboljih tadašnjih tjednika za obitelj, ne samo u hrvatskim razmjerima. Osnivaju se također serije edicija: Knjižnica dobrih romana (u rasponu od tzv. trivijalne književnosti do vrhunskih pisaca kao, npr., Henryk Sienkiewicz), Knjižnica dobre djece, Knjižnica općeg znanja (ur. Petar Grgec) i Knjižnica društvene pozornice (tzv. diletantskoga glumišta), koju priređuje, od 1934. kao "Zbirku pelivana Genezija", a poslije rata (pod pseudonimom Josip Marinov) kao "Malu scenu", Vojmil Rabadan. Kao urednik "Obitelji" Andrić objavljuje književna djela (izvorna i prevedena) i velikih pisaca poput nobelovke Sigrid Undset, ali i onih manje poznatih, a sva su književno vrijedna te takva da ih s užitkom čitaju i djeca i odrasli. Objavljuje u "Obitelji" i svoje izvrsne putopise: iz Irske, iz Svete zemlje, sa Sicilije, koji potom izlaze i kao knjige u izdanju HKD-a sv. Jeronima (koje se punim imenom tako zove od 1918., a dotad samo – Društvo sv. Jeronima). U tom razdoblju izlaze u jeronimskoj nakladi npr. romani Velimira Deželića seniora i juniora, Isidora Kršnjavog (dva romana o Franji Asiškom), Štefe Jurkić, Side Košutić, Jagode Truhelke (kao i vrlo vrijedno djelo njezina brata Ćire, "Starokršćanska arheologija"), a u pripovijestima iz raznih hrvatskih krajeva, kao što su "Dalmatinke" Luje Plepela, "Slavončice" Antuna Matasovića, "Bosančice" Narcisa Jenka ili "Hercegovke" Ilije Jakovljevića, književno je obrađena gotovo cijela domovina. Velik uspjeh kod čitalaca postižu i neka djela Petra Grgeca (pjesmarica "Stare slave djedovina", roman "Gospodin Rafo"...), koji je uz Josipa Andrića ponajvažnija ličnost u tom razdoblju jeronimske povijesti. Likovno pak jeronimske publikacije opremaju umjetnici poput Gabrijela Jurkića i Vladimira Kirina, čija slika sv. Jeronima koji piše u "radnoj sobi", a do nogu mu počiva lav, dok se pozadini kroz prozor vidi stari Zagreb, krasi naslovnicu "Danice" od 1929. do 1945. Uljena slika s koje je ta naslovnica preslikana – visi i danas u prostorijama HKD-a sv. Jeronima.

### Rat i poraće
Bilo je to zlatno doba jeronimske povijesti, a uslijedila su teška vremena: najprije drugi svjetski rat, kada je Josip Andrić čak bio dospio u koncentracijski logor, jer, kako je napisala Smiljana Rendić, nije htio sklapati ugovor s đavlom. Međutim antifašizam čelnih ljudi HKD-a sv. Jeronima nije se podudarao s antifašizmom onih koji su nakon rata zavladali Hrvatskom, i koji su u svibnju 1946. godine Jeronimsko društvo – raspustili. Da se nadbiskup zagrebački Alojzije Stepinac, njegov pokrovitelj, nije na svom suđenju osvrnuo sa zgražanjem na taj čin, nazvavši ga teškim deliktom protiv naroda, vjerojatno Jeronimskoga društva više ne bi ni bilo. Ovako – ipak mu je, u prosincu 1946., dopušteno da nastavi rad, ali pod novim imenom: HKD sv. Ćirila i Metoda. Jeronimska palača i dvorana s vremenom su nacionalizirane, a još 1945. jedan je od najistaknutijih članova Društva, Petar Grgec, osuđen na 7 godina robije. Uskoro će mu se pridružiti i njegov maloljetni sin Radovan, koji će kasnije postati glavni urednik Jeronimskog društva.
Društvo je spasilo jedini tadašnji vjerski list od potpunog gašenja. Da bi netom zabranjeni list Gore srca mogao nastaviti izlaziti, predali su ga u Zagreb Jeronimskom društvu, koje je preimenovano u Hrvatsko književno društvo sv. Ćirila i Metoda, koje je bilo novi izdavač lista. List je Društvo preuzelo 30. studenoga 1947. godine.
Vremena su dakle bila iznimno teška, te je velika zasluga Luke Perinića, tadašnjeg upravitelja Društva, što je ono u tim vremenima opstalo. O povratku negdašnjoj razgranatoj djelatnosti nije moglo biti ni govora: komunisti su seljaštvo uzeli "pod svoje", a o radništvu da i ne govorimo, kao ni o represiji nad vjernicima. Jeronimska "Danica" još je neko vrijeme izlazila, a onda je, od 1952. do 1964., nastupio prekid. No od 1965. ona je opet tu, doduše do 1970. (osim 1967.) pod drugim imenom: "Katolički kalendar" (za 1966.) odn. "Katolički godišnjak", a otada do danas ponovo pod starim. Jeronimsko je društvo u tim vremenima uspjelo ipak objaviti i katekizme "Srednji kršćanski nauk" i "Mali kršćanski nauk" (ovaj čak i na albanskom, 1969., pod naslovom "Katekizëm i vogël"), kao i novo izdanje molitvenika "Kruh nebeski" (1958.). U međuvremenu je glavnim urednikom postao, 1968. godine, Radovan Grgec, kojemu kao i Luki Periniću pripada zasluga što je Društvo u nemilim vremenima opstalo sačuvavši identitet i ne suobličujući se komunističkom odn. samoupravnosocijalističkom poretku. Preuzevši dužnost glavnog urednika, on 1968. – sa skupinom suradnika – osniva jeronimsku književnu reviju "Marulić", u Hrvatskoj do danas jedini književni časopis izričito kršćanskog usmjerenja. Svojedobno je taj časopis jedan ugledni hrvatski književnik prispodobio "desnom razbojniku", dok bi "lijevi razbojnik" bio "Gordogan". Je li to bila pohvala, ili možda omalovažavanje, ovisi valjda o stajalištu onoga tko o tome sudi; u svakom slučaju taj je "dobri razbojnik" dao vrijednih prinosa hrvatskoj pisanoj kulturi: dovoljno je spomenuti npr. kazališnokritičke članke Vojmila Rabadana, Siniše Hrestaka i Mirka Petravića, koji je k tome osamdesetih godina na stranicama "Marulića" objavio tridesetak razgovora s hrvatskim kazališnim glumcima, pjevačima, režiserima – prave "medaljone" iz našega teatarskoga života, kako ih je tada u dnevnom tisku nazvao Pavao Cindrić. Nije naodmet podsjetiti da je HKD sv. Jeronima 1967. i 1968. godine objavljivalo i poznate "Sveske" Kršćanske sadašnjosti, kao što su i dokumenti II. Vatikanskog koncila u hrvatskom prijevodu isprva izlazili u jeronimskoj nakladi.
U razdoblju do osamostaljenja Hrvatske Jeronimsko je društvo objavilo između ostalog neka važna djela velikih stranih pisaca kršćanske inspiracije kao što su Paul Claudel, Georges Bernanos, Diego Fabbri, Heinrich Böll, Graham Greene, ili, primjerice, vrijednu knjigu Ferdinanda Holböcka "Credimus" (1971.), koja sadrži "Vjerovanje Božjeg naroda" pape Pavla VI. i komentar, a možda najvrednije jeronimsko izdanje iz toga razdoblja jest "Povijest Katoličke crkve među Hrvatima" Josipa Buturca i Antuna Ivandije, objavljena 1973. Nakon osamostaljenja Društvo se vratilo svome izvornom, jeronimskom imenu, a Radovan Grgec kao njegov urednik, pisac (8 knjiga) i prevoditelj (Fabbri, Guitton, Daniélou i dr.) dobio je 2007. godine za doprinos kršćanskoj kulturi nagradu "Buvina", koja je prije toga pripala Vittoriju Messoriju te Michaelu O'Brienu. Njegovom smrću, 17. studenoga 2007., završila je još jedna epoha u povijesti Jeronimskoga društva. 
Nakon smrti Radovana Grgeca Hrvatsko književno društvo sv. Jeronima nastavilo je objavljivati svoja periodička i druga poznata izdanja ("Marulić", "Danicu", molitvenike "Kruh nebeski", "Mali molitvenik", "Izvor utjehe" i katekizme poput "Srednjega kršćanskog nauka"), kao i knjige u nekoliko novopokrenutih nakladnih nizova, te održavati književne tribine u svojim prostorijama na Tomislavovu trgu. Urednici jeronimskih izdanja u tom su razdoblju Mladen Jurčić, Tvrtko Klarić, Jerko Grgec i Petar Grgec (v. d. glavnog urednika).  Godine 2011. nova je uprava, na čelu s mons. Jurjem Kolarićem (izabranim za predsjednika Jeronimskoga društva potkraj 2008.), za glavnog urednika jeronimskih izdanja postavila Đuru Vidmarovića, a za ravnatelja HKD-a sv. Jeronima izabrala je Marijana Majstorovića. U nepune dvije godine Jeronimsko je društvo dospjelo u velike novčane dugove, Đuro Vidmarović, Marijan Majstorović i Juraj Kolarić dali su ostavke, a za predsjednika Društva na jeronimskoj je skupštini u rujnu 2012. izabran Stjepan Razum. Novi Upravni odbor na čelu s dr. Razumom donio je odluku da otpusti sve zaposlenike Društva osim poslovnog tajnika, što je u veljači 2013. prihvaćeno s 20 glasova za i 18 protiv na izvanrednoj skupštini članova HKD-a sv. Jeronima, na kojoj među nazočnima desetak njih nije dobilo pravo glasa iako su bili platili pristupnu članarinu, jer Upravni odbor na svojoj sjednici nije prihvatio njihovo članstvo.

## Vanjske poveznice
- O V. Rabadanu
- O R. Grgecu